# 熱田有香
熱田 有香（あつた ゆか）は、日本のシンガーソングライター。北海道出身。北海道と台湾を活動拠点としているが、現在は台湾を中心に活動している。キャッチコピーはハッピーシャワー。

## 略歴
2015年 、「第10回札幌国際短編映画祭」で1st album曲『JOY』が北海道ミュージックビデオ部門の上映作品14作の一つに選ばれる。同年、北海道ミルキークラウン乳業のソフトクリーム大使に任命。
2016年、「ツーリズムEXPO 2016」に北海道代表として歌唱出演。北海道観光振興機構が主催するステージで、アイヌ姉妹ユニット「カピウ＆アパッポ」や佐藤広大、北海道観光PRキャラクター「キュンちゃん」、北海道新幹線PRキャラクター 「どこでもユキちゃん」、とかち観光誘致空港利用推進協議会「リッキー」、木古内町キャラクター「キーコ」、釧路湿原・阿寒・摩周観光圏協議会キャラクター「つるまる」、洞爺湖町「洞龍くん」、登別ゆるキャラ 「えんまくん」らとともにステージを盛り上げた。翌2017年の同イベント（「ツーリズムEXPO 2017」）にも2年連続で北海道代表に選ばれ歌唱出演した。
2019年、音楽をはじめたきっかけでもある昭和歌謡に特化したイベント歌謡ライブショー「スナック ハッピーシャワー」を各地で毎月開催。北海道を中心に開催していたが、2022年1月に台湾・台北市で初めて開催した。
2020年12月、台灣台北市艋舺青山宮で開催された音楽イベント「台日相邀會青山」に日本人歌手として出演。
2021年、台灣歌手林助家（阿家）と日本のシンガーソングライター馬場克樹（爸爸桑）からなる台日混成バンド「八得力樂團」（バッテリー）にメンバーとして加入。
2022年8月、台北市で開催されたイベント「日台フルーツ夏祭（台日水果夏祭）」に、八得力樂團のメンバーとして出演。

## ディスコグラフィー
熱田ゆか名義

### アルバム
|     | 発売日         | タイトル | 収録曲                                                                                               | 備考 |
| --- | -------------- | -------- | --- | --- |
| 1st | 2014年11月12日 | JOY      | 1. JOY 2. Cry no more 3. Let's go together 4. ふとした瞬間…。 5. All Star light〜きっと大丈夫〜      | |
| 2nd | 2016年8月31日  | FLY      | 1. Best of my life 2. おはようサンシャイン 3. 5分だけ。 4. Go far away! 5. 「ありがとう」届けたくて… | ボーナストラックに北海道文化放送テレビCMテーマソング&ミルキークラウン乳業テーマソングである楽曲「SUGAR SUGAR BABY」を収録。 |

## 参加作品
- 北の歌唄いコンピ「ILLUMINATION」[8]
- 北の歌唄いコンピ第2弾「SUMMER BOOST 2015」[9]
  - ビューティアーティスト学院のテーマソングでありコラボ楽曲の「KIRA KIRA」を収録。